# آوت (مجلة)
آوت (بالإنجليزية: Out)‏ هي مجلة موضة، وترفيه، ونمط حياة شعبية لدى المثليين، والمثليات، تحظى بأعلى نسبة رواج من أي دوريّة شهرية مثلية أخرى في الولايات المتحدة. تقدم المجلة نفسها بنسق تحرير مشابه لمجلات ديتايلز، إسكواير، وجي كيو.
آوت كانت مملوكة لروبرت هاردمان، حيث كان المستثمر الأصلي، حتى سنة 2000، عندما قام ببيعها لإل بي آي ميديا والتي اشترتها لاحقًا شركة بلانيت آوت. في 2008، باعت شركة بلانت آوت إل بي آي ميديا لشركة ريجنت إنترتينمنت ميديا وهي فرع من هير ميديا.

## تاريخ
أسس آوت مايكل غوف سنة 1992، كمدير ورئيس تحرير لها. رئيس التحرير التنفيذي كانت سارة بيتيت. سنة 1996، قام المالك روبرت هاردمان بطرد جوف وتعاقد مع هينري إي سكوت المدير التنفيذي السابق لنيويورك تايمز كرئيسٍ لشركة آوت للنشر؛ مع مسؤولية لإنقاذ المجلة من وضعه المالي المتعثر. عندما إنضم سكوت لآوت، كانت عائدات الشركة السنويّة أقل من 4 ملايين دولار أميركي، ومصاريفها بلغت 7 ملايين دولار. غير سكوت من إهتمامات آوت في الإل جي بي تي، بحجة بأن المثليين والمثليات لديهم قواسم مشتركة قليلة بخلاف القضايا السياسية والقانونية. وقام بطرد بيتر وتعاقد مع جيمس كولارد، محرر إتيتيود، مجلة المثليين الناجحة الصادرة في المملكة المتحدة، لتركيز آوت على الأثرياء وآناقة جمهور مثليّ الجنس من الذكور. إزداد تداول اتيتيود بنسبة 67 في المئة لأكثر من 130,000 وبدخل أسرة بمتوسط قراء مجلة آوت، حسب قياسات إم آر أي، كان النمو من 70,000 في السنة إلى 90,000 دولار سنوي. بمساعدة لو فابريزو كبير إداريّ الإعلانات والذي تعاقد معه سكوت من نيويورك تايمز، بدأت آوت في جذب إعلانات كبار الأزياء والعلامات التجارية مثل ساترون، والتي لم يسبق لها أن أعلنت في مجلة معنية بالمثليين. بعد ثلاث سنوات من استلام سكوت زمام الأمور بمجلة آوت، تضاعفت عائدات المجلة ثلاثة أضعاف وأصبحت مجلة المثليين الأكثر تداولاً في تاريخ الولايات المتحدة.
هذه التغيرات وضعت المطبوعة أمام البيع من هاردمان إلى إل بي آي ميديا في 2000.
تحت ملكية إل بي آي ميديا ومدير التحرير جودي ويدر، تحولت آوت مرة أخرى أخرى إلى التركيز على جمهور الإل جي بي تي، مع انخفاض في عائد الإعلانات والإنتشار. في 2001، بلغ التداول 100,000. وبحلول 2006، عندما امتلكت بلانت آوت على المجلة، بلغ تداول آوت 130,000. حاولت ريجنت للترفيه بأن تعيد تركيز آوت على الجمهور الذي لاحقه سكوت. حازت آوت على الإهتمام الدولي عندما نشرت عددها عن أكثر الشخصيات المثلية قوةً في مايو 2007، بغلاف ظهر فيه عارضان قد إرتديا أقنعة للصحفي أندرسون كوبر وجودي فوستر فوق شعار المجلة، وكتب عليهما بالخط الغليظ «مرآة الخزانة»، وانتقد بعض المثلييات مجلة آوت لتركيزها بالدرجة الأولى على المثليين الرجال. كاتب موقع أفتر إيلين لأحظ أنه في 2008 لم تقدم أي مثلية على أغلفة المجلة، وأنه فقط 22% من الأشخاص الذين يقدمون في 'آوت 100' هم من المثليات.
في 2008، آوت إلى جوار شقيقتها ذا أدفوكيت، أُشتريتا من قبل شركة هير ميديا. منذ الحصول على العلامة التجارية، وسعت هير ميديا حضور الموقع الإلكتروني للمجلة، "OUT.com" وأضافت تطبيق للهاتف المحمول.
في 18 أبريل 2012، أعلن عن شركة مشكلة حديثًا، غراند إيديتوريل، ستتولى الإشراف على المحتوى التحريري لآوت كمتعهد لهير ميديا.
رئيس تحرير آوت آرون هيكلن أسس غراند. وعلى الرغم من أن قسم التحرير الداخلي قد تم القضاء عليه، فإن هيكلن قال انه سيعيد توظيف معظم موظفي التحرير مرة أخرى لحسابهم الخاص.
في 2013، اسضافت آوت وهير ميديا الحدث السنوي التاسع عشر لـ"OUT100" في نيويورك بتيرمينال 5. يحتفل الحدث السنوي بالذين لهم يد في دفع حقوق المثليين إلى الأمام. أدخلت آوت جائزة اختيار القراء في نسخة 2013، بالإضافة إلى قائمتها التي يعدها المحررين لـ100 مكرم.

## أبرز المساهمين
| - بريت ايستون ايليس - جوش كيلمر-بورسيل - ديل بيك - دان سافاج - ناثان لي - تي كوبر - مارك سيمبسون - تيم ميرفي - إيدموند وايت - جيسي آرتشر - بوب سميث - داستن لانس بلاك | - فرانسوا روسو - روجر إريكسون - بين واتس - ماتياس فرينس - كاس بيرد - باتريك مكمولين - جو أوبيديسانو - تيري ريتشاردسون - إكسيفي مانتين - بيير إت جايلز - والتر فايفر - نيكولاس فاغنر |

## المشاهير على الغلاف
- غراهام أكرمان (أغسطس 2005)
- أديل (يونيو/يوليو 2011)
- كريستينا أغيليرا (يونيو/يوليو 2010)
- جيسون الكسندر (أبريل 1997)
- بيدرو ألمودوبار (مايو 1994)
- جينيفر أنيستون (أبريل 1998)
- ديفيد أركيت (أكتوبر 1996)
- بيلي جو آرمسترونغ (أبريل 2010)
- بين بادغلي (مارس 2008)
- جيمي بامبر (أغسطس 2006)
- خافيير باردم (فبراير 2001 وأبريل 2009)
- روزان بار (فبراير 1996)
- جون بارومان (أكتوبر 2007)
- بريان بات (ديسمبر 2007)
- نيت بيركوس (ديسمبر 2005، أغسطس 2007 وديسمبر 2010/يناير 2011)
- ساندرا برنهارد (سبتمبر 1994 ونوفمبر 1998)
- بيونسيه (مايو 2014)[25]
- داستن لانس بلاك (أكتوبر 2011)
- مات بومر (يونيو/يوليو 2014)
- جاستن فيفيان بوند (مايو 2011)
- ديفيد بوي (أبريل 2013)
- بيل بروكتشوب (نوفمبر 2001)
- توم براون (ديسمبر 2007)
- ديفيد بورتكا (يناير/فبراير 2012)
- تشارلز بوش (أكتوبر 2003)
- كريستيان كامبل (يوليو 1999)
- التوائم كارلسون (مايو 2001)
- كريس كارماك (فبراير 2005)
- شير (مايو 2002)
- مارغريت تشو (يونيو 2002)
- غلين كلوز (فبراير 1995)
- بين كوهين (أغسطس 2011)
- ساشا بارون كوهين (أغسطس 2009)
- كريس كولفر (ديسمبر 2009 ويناير 2010)
- تشيس كراوفورد (مارس 2008)
- دارين كريس (مارس 2011)
- بيلي كرودب (أكتوبر 2004)
- بيندكت كامبرباتش (نوفمبر 2014)
- آلان كومينغ (نوفمبر 1999)
- جولي سايفر (يونيو 1996)
- لي دانييلز (ديسمبر 2013)
- أنغيلا ديفيس (فبراير 1998)
- ألين دي جينيريس (مايو 1997 وفبراير 2004)
- لي دي لاريا (مارس 1998)
- بورشيا دي روسي (مايو 2013)
- مارلينه ديتريش (مارس 1997)
- بيث ديتو (مايو 2009)
- ستيفن دورف (أبريل 1996)
- جيمي دورنان (نوفمبر 2006)
- كليا دو فال (يوليو 2000)
- ميليسا إثيريدج (يونيو 1996 وأغسطس 2002)
- روبرت ايفرت (خريف 1992)
- جاك فالاهي (مارس 2015)
- جيسي تايلر فيرغسون (مايو 2010 وديسمبر 2011)
- أمريكا فيرارا (أبريل 2007)
- هارفي فيرستان (October 1994)
- توم فورد (ديسمبر 2004، نوفمبر 2007 وفبراير 2011)
- جيمس فرانكو (أكتوبر 2008)
- دولتشي وغابانا (سبتمبر 2000)
- ليدي غاغا (سبتمبر 2009)
- رودي غاليندو (أغسطس 1996)
- ساندي غالين (نوفمبر 1994)
- ديفيد غاندي (فبراير 2015)
- روبرت غانت (أبريل 2004)
- جان بول غوتييه (مارس 2002 وأبريل 2012)
- بوي جورج (ديسمبر 2012/يناير 2013)
- توماس جيبسون (أغسطس 2000)
- نيوت جينجريتش (مارس 1995)
- جوزيف غوردون-ليفيت (أكتوبر 2013)
- كاثي غريفين (ديسمبر 2011)
- جوناثان غروف (فبراير 2014)
- جيك جيلنهال (أكتوبر 2005)
- أليسن هانيغان (أغسطس 2001)
- كيت هارينغتون (يوليو 2015)
- غيل هارولد (ديسمبر 2000)
- وودي هارلسون (فبراير 1997)
- نيل باتريك هاريس (سبتمبر 2008، يناير/فبراير 2012 وأبريل 2014)
- راندي هاريسون (ديسمبر 2000)
- ديبي هاري (يونيو 1999)
- آن هاثاواي (ديسمبر 2006)
- صوفي بي هوكينز (مايو 1995)
- آن هاش (يونيو 1998)
- كريس هيمسوورث (مايو 2012)
- باريس هيلتون (يونيو 2006)
- نيكولاس هولت (نوفمبر 2009)
- ويتني هيوستن (مايو 2000)
- جنيفر هدسون (ديسمبر 2007)
- جوش هوتشرسن (نوفمبر 2013)
- ديف هاينز (مارس 2014)
- إيمان (ديسمبر 2006)
- ماكس آيرون (أبريل 2015)
- مايكل ايرفين (أغسطس 2011)
- شايان جاكسون (ديسمبر 2008/يناير 2009 ونوفمبر 2010)
- مارك جاكوبس (يوليو 2003 وسبتمبر 2007)
- ميك جاغر (نوفمبر 1997)
- روب جيمس كولير (فبراير 2013)
- دوين جونسون (مارس 2005)
- فيليب جونسون (مايو 1996)
- بيل تي جونز (ديسمبر 2007)
- جاك كيروك (أغسطس 1998)
- كريس كلوا (نوفمبر 2012)
- جونى نوكسفيل (سبتمبر 2006)
- نورمان كوربي (يوليو 2001)
- مايكل كوروس (ديسمبر 2006)
- لاري كريمر (ديسمبر 2011)
- ريكي لايك (يونيو 1995)
- آدم لامبرت (ديسمبر 2009/يناير 2010 وأغسطس 2015)
- ناثان لين (مارس 1996 وابريل 2001)
- كي دي لانغ (ديسمبر 1995/يناير 1996 وأغسطس 1997)
- سيندي لوبر (ديسمبر 2009/يناير 2010)
- جون ليجويزامو (سبتمبر 1995)
- لوجان ليرمان (سبتمبر 2012)
- جاريد ليتو (سبتمبر 2004)
- آدم ليفين (سبتمبر 2011)
- فريدريك ليونغبرغ (أغسطس 2004)
- غريغ لوغانيس (أبريل 1995)
- مات لوكاس (أكتوبر 2008)
- جين لنتش (ديسمبر 2012/يناير 2013)
- ناتاشا ليون (يوليو 2000)
- إريك مابوس (أبريل 2007)
- راتشيل مادو (ديسمبر 2010)
- مادونا (إبريل 2006)
- جو مانجينيلو (مارس 2012)
- جيمس مارسدن (سبتمبر 2013)
- روب مارشال (ديسمبر 2009/يناير 2010)
- جيسي إل مارتن (سبتمبر 2005)
- ريكي مارتن (ديسمبر 2010/يناير 2011)
- جيمس مكافوي (سبتمبر 2014)
- اريك ماكورماك (نوفمبر 2000)
- رايان ماكجينلي (أكتوبر 2011)
- إيوان مكريغور (أبريل 2003 ومارس 2010)
- إيان ماكيلين (سبتمبر 1993 وأكتوبر 1998)
- شين ماير (أكتوبر 2001)
- كريستوفر ميلوني (يونيو 2000)
- ميكا (يوليو 2007)
- نيكي ميناج (أكتوبر 2010)
- إزرا ميلر (سبتمبر 2012)
- وينتورث ميلر (ديسمبر 2013)
- ليزا مينيلي (أغسطس 1994)
- كايلي مينوغ (أغسطس 2010)
- جيري ميتشل (أكتوبر 2000)
- جون كاميرون ميتشل (ديسمبر 2006)
- شاي ميتشل (يونيو 2013)
- جوليان مور (ديسمبر 1998 وديسمبر 2010)
- ميغان مولالي (يناير 2003)
- رايان مورفي (مايو 2013)
- مارتينا نافراتيلوفا (ديسمبر 1994/يناير 1995)
- ميشيل إنديجيوسيلو (يوليو 1996)
- شارون نيدلز (ديسمبر 2012/يناير 2013)
- بيبي نويفيرت (يونيو 1997)
- تود أولدهام (مايو 1999 ونوفمبر 2004)
- إلين بيج (ديسمبر 2014)
- بيتر بيج (يونيو 2002)
- ماري-لويز باركر (ديسمبر 2007)
- جيم بارسنز (ديسمبر 2013)
- دوللي بارتون (يوليو 1997)
- غاي بيرس (فبراير 2007)
- أندريه بيجيك (ديسمبر 2011)
- كيتي بيري (ديسمبر 2008/يناير 2009)
- بت شوب بويز (يناير 2000 ويونيو/يوليو 2009)
- خواكين فينيكس (مارس 1999)
- كريس باين (يونيو/يوليو 2013)
- جون بول بيتك (يوليو 1999)
- باركر بوزي (فبراير 1999)
- بن برايس (يوليو 2006)
- جيسون بريستلي (أكتوبر 2003)
- جيمس بيورفوي (يناير 2007)
- زاكري كوينتو (أكتوبر 2012 وديسمبر 2014)
- دانيال رادكليف (سبتمبر 2010 ومارس 2013)
- أندرو رانيلز (ديسمبر 2012/يناير 2013)
- إيدي ريدماين (سبتمبر 2015)
- كيانو ريفز (يوليو/غسطس 1995)
- داني روبرتس (يوليو 2001)
- روبي روجرز (أغسطس 2013)
- أوليفيير روستينغ (مايو 2015)
- بول رود (أبريل 1998)
- روبول (ديسمبر 1993/يناير 1994)
- أنطونيو ساباتو جونيور (سبتمبر 1996)
- ماثيو سانت باتريك (مارس 2003)
- مايكل سام (أغسطس 2014)
- أندي سامبيرج (مارس 2009)
- ماركوس شانكينبيرغ (يناير 2004)
- كلوي سيفاني (أغسطس 2012)
- جيك شيرز (أبريل 2005 وأغسطس 2006)
- جوني سيمونز (سبتمبر 2012)
- الكسندر سكارسجارد (نوفمبر 2011)
- كير سميث (مارس 2001)
- سام سميث (ديسمبر 2014)
- ويسلي سنايبس (سبتمبر 1995)
- سام سبارو (ديسمبر 2008/يناير 2009)
- بريتني سبيرز (أبريل 2011)
- مايكل ستيب (نوفمبر 1995)
- شارون ستون (ديسمبر 2005)
- هيلاري سوانك (أكتوبر 1999)
- باتريك سويزي (سبتمبر 1995)
- تيلدا سوينتون (أبريل 2008)
- واندا سايكس (ديسمبر 2009/يناير 2010)
- تشانينج تيتوم (فبراير 2002 ويونيو/يوليو 2012)
- ليلى تايلور (أغسطس 1999)
- أوما ثورمان (نوفمبر 1993)
- مايكل يوري (أبريل 2007)
- جيمس فان دير بيك (سبتمبر 2002)
- جاس فان سانت (ديسمبر 2008/يناير 2009)
- دوناتيلا فيرساتشي (أكتوبر 2009)
- جياني فيرساتشي (سبتمبر 1997)
- مارك والبيرغ (أكتوبر 1997)
- روفوس واينرايت (يناير 1999 وديسمبر 2006)
- ديفيد واليمز (أكتوبر 2008)
- أليكسندر وانغ (أكتوبر 2011)
- جون ووترز (نوفمبر 2002)
- جوني وير (ديسمبر 2010/يناير 2011)
- بيت وينتز (أغسطس 2008)
- ايد ويستويك (مارس 2008)
- سميرة وايلي (ديسمبر 2014)
- روبن ويليامز (مارس 1996)
- كيفين زيغرس (يناير 2006)
- رينيه زيلويغر (فبراير 2003)

## روابط إضافية
- الموقع الرسمي - www.out.com
- موقع الشركة - www.heremedia.com